# Cierniem koronowanie (obrazy Tycjana)
Cierniem koronowanie (wł. Incoronazione di spine) – seria obrazów włoskiego malarza renesansowego Tycjana.
Temat przewodni zaczerpnięty został z Nowego Testamentu. Scenę koronowania opisują Ewangelie Mateusza (Mt. 27,29) i Marka (Mk. 15,17). Była ona wielokrotnie inspiracją dla wielu malarzy głównie XVI i XVII wiecznych.

## Cierniem koronowanie – Luwr
Tycjan temat przelał na płótno dwukrotnie. Pierwszy obraz powstał w 1542 roku. Został on zamówiony dla kościoła Santa Maria delle Grazie w Mediolanie, w którym przechowywano cenną relikwię chrześcijańską – cierń z korony Chrystusa. Wpływ na przedstawione postacie na ich dramatyzm i teatralne gesty, miały przedstawienia teatralne wystawiane w tym samym czasie przez przyjaciela Tycjana Pietra Aretina. Ze sztuki mistrz zaczerpnął ekspresję i mimikę aktorów, skoncentrował się na zachowaniu grających artystów. Układ postaci odchodzi od dotychczasowych obrazów artysty i nawiązuje do dzieł Michała Anioła oraz do prac związanych z manieryzmem środkowych Włoch. Cechą niezmienną dla wszystkich dzieł Tycjana jest połączenie światła i barwy oraz dynamiczne realistyczne przedstawienie sceny.
Nad postaciami w tle widoczny jest fragment fasady głównej Palazzo de Te w Mantui autorstwa włoskiego malarza i architekta, przedstawiciela szkoły Rafaela, Giulia Romana. Napis i popiersie, przenosi scenę w czasach panowania cesarza Tyberiusza.

## Cierniem koronowanie – Stara Pinakoteka
W 1570 roku Tycjan powrócił ponownie do motywu ukoronowania. Był to jeden z ostatnich obrazów, schorowanego i ślepnącego artysty. Dzieła z tego okresu wyróżniają się dramatyzmem sceny uzyskana poprzez kolorystyczne cieniowanie rozmyte w blasku światła. Ten wyjątkowy efekt Tycjan uzyskiwał nanosząc kilka warstw farby służącą jako podkład do późniejszych pełnych ekspresji dzieł. Postacie zostały przedstawione w migoczącym świetle dymiących pochodni, którymi zastąpił popiersie cesarza. Ich ciała dzięki rozwiązaniu kolorystycznemu, wydają się żyć i pulsować przez co scena przepełniona jest bólem i ciszą o duchowej głębi.
Płótno po śmierci malarza znalazło się w zbiorach Tintoretta, a następnie w kolekcji prywatnej. W 1748 roku trafiło do galerii bawarskiego elektora w Monachium.
Prócz dwóch olei Tycjan jest autorem kilku grafik i drzeworytów o tym samym temacie.

## Motyw koronowania cierniem u innych malarzy
Koronowanie cierniem był dość popularnym tematem u innych malarzy. Jednym z najbardziej znanych dzieł są płótna takich artystów jak:
- Caravaggia – dwa obrazy, jeden z Muzeum Historii Sztuki w Wiedniu drugi z Muzeum Prado (1602–1603, olej na płótnie 178 × 125 cm)
- Boscha – (1495–1500 olej na desce, 73 × 59 cm National Gallery w Londynie);
- van Dycka – (1618–1620 olej na płótnie, 223 × 196 cm Prado, Madryt)
- Valentina de Boulogne – olej na płótnie 128 × 95 cm, Stara Pinakoteka Monachium
- Brugghena – (1620 Kopenhaga Statens Museum for Kunst)